# Malik Xah II ibn Kilidj Arslan II
Kutb al-Din Malik Shah II ibn Kilidj Arslan II ibn Masud (m. en 1197) fou un príncep del soldanat de Rum. Era fill d'Izz al-Din Kilidj Arslan II i d'una dona romana d'Orient.
El 1187 Kilidj Arslan II va decidir repartir el sultanat entre deu fills, un germà i un nebot. El fill gran, Malik Xah II, al que va concedir Aksaray, tindria la preeminència. Malik Xah II es va apoderar de Sivas, atribuïda a un altre germà, i va enderrocar al seu pare al que va tenir mig captiu a Konya. Kilidj Arslan va poder demanar ajut a Giyath al-Din Kaykhusraw I, que governava a la comarca de Sozòpolis (turc Uluborlu), que el va restablir plenament al tron a Konya el 1191. Llavors Kilidj Arslan II li va concedir a aquest la preeminència.
Mort Kilij Arslan II el 1192, Khaykhusraw no va poder fer reconèixer la seva supremacia als altres germans, i alguns van iniciar la guerra contra els veïns per eixamplar territoris. Kutb al-Din Malik Shah II va morir el 1197 i el seu hereu, Rukn al-Din Sulaymanshah II, va ocupar Konya i va restaurar al seu profit la unitat del sultanat. Khaykhusraw es va replegar a territori romà d'Orient.